# Benn Robinson
Pour les articles homonymes, voir Robinson.

a Compétitions nationales et continentales officielles uniquement.

b Matchs officiels uniquement.
Dernière mise à jour le 27 août 2015.
Benn Robinson, né le 19 juillet 1984 à Sydney, est un joueur de rugby à XV australien qui joue avec les Waratahs et l'équipe d'Australie. Il évolue au poste de pilier gauche (1,83 m pour 111 kg). Il est surnommé Fat Cat.

## Carrière

### Franchise et province
Clubs
- Australian Rugby Championship
  - Western Sydney Rams : 2007

- Shute Shield
  - Eastwood Rugby : 2004-2007

- National Rugby Championship
  - Greater Sydney Rams : 2014-2015

Franchise
- Super Rugby
  - Waratahs : 2005-2016

### En équipe nationale
Benn Robinson joue avec l'équipe d'Australie des moins de 21 ans en 2005 lors du championnat du monde en Argentine.
il compte 72 sélections avec Wallabies. Il inscrit trois essais, pour un total de quinze points. Il honore sa première sélection avec les Wallabies le 9 septembre 2006 à l'occasion d'un match du Tri-nations 2006 contre les Springboks.
Parmi ces sélections, il compte 29 sélections en Tri-nations, ou en Rugby Championship, compétition qui lui succède, inscrivant deux essais. Il participe à sept éditions, en 2006, 2008, 2009, 2010, 2012, 2013 et 2014.

## Palmarès
Il dispute son premier match avec les Waratahs en 2004 et fait ses débuts en Super 12 en 2006. Après la saison  2016 du Super Rugby, Benn Robinson compte 148 rencontres disputées dans cette compétition, inscrivant neuf essais. Il remporte le Super Rugby en 2014 avec les Waratahs.